# 中阿肯色大學
中阿肯色大学（University of Central Arkansas，常简称UCA），是一所位于康威的公立大学。1907年依照阿肯色州议会的317号法案创立，前身为阿肯色州立师范学校，是阿肯色最老的大学之一。
学校由六个学院组成：美术与传播学院，自然科学与数学学院，商学院，健康与行为科学学院，文学院和教育学院。
如今UCA由将近12000名本科和研究生组成为阿肯色最大的学校之一。